# Academia de Artes e Ciências Cinematográficas da Argentina

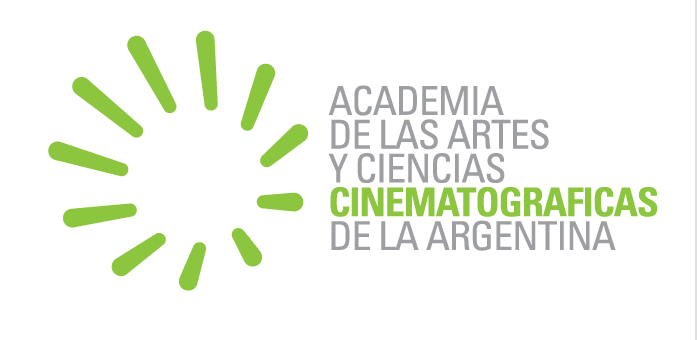
Logotipo da academia de las artes y ciencias cinematograficas de la argentina

A Academia das Artes e Ciências Cinematográficas da Argentina é uma associação civil sem fins lucrativos integrada por profissionais destacados das diferentes especialidades vinculadas à realização de filmes. Foi constituída o 29 de junho de 2004, com sede na cidade de Buenos Aires, Argentina, seu fim principal é promover o progresso das artes e ciências cinematográficas e outorga anualmente os Prêmios Sul.
Em janeiro de 2009, contava com 290 membros (281 nomeados, 6 sócios e 3 de honra). É a encarregada de selecionar os filmes argentinos que competem pelos prêmios Óscar, Goya e Ariel.

## Fins da Academia
Os fins da Academia segundo o artigo 3* de seus Estatutos são:
- (1º) Fomentar o progresso das artes e das ciências relacionadas direta ou indiretamente com a cinematografia.
- (2º) Promover a assistência e o intercâmbio de informação científica, artística e técnica entre todos seus membros.
- (3º) Realizar estudos e trabalhos sobre questões relacionadas com a cinematografia e artes afines.
- (4º) Facilitar à Administração Pública os relatórios que sobre matérias relacionadas com a cinematografia lhe sejam solicitados, bem como propor à mesma as iniciativas que a Academia estime oportunas.
- (5º) Editar e difundir os estudos científicos, artísticos e técnicos que o Conselho Diretivo estime convenientes.
- (6º) Promover a investigação científica em matéria de cinematografia.
- (7º) Estabelecer intercâmbios científicos, artísticos e culturais com entidades similares estrangeiras.
- (8º) Tentar o desenvolvimento e aperfeiçoamento das diferentes especialidades relacionadas com a cinematografia, fomentar o intercâmbio de experiências entre seus membros, coordenar os diferentes aspectos de sua atuação e analisar e resolver problemas comuns.
- (9º) Conceder prêmios anuais aos melhores filmes e trabalhos sobre temas de investigação científica e bolsas ou pensões para a ampliação de estudos relacionados com a cinematografa em Argentina ou no estrangeiro.
- (10º) Qualquer outra atividade tendente a elevar o nível artístico, técnico ou cientista de seus membros e estimular a consciência dos cidadãos, dando às artes cinematográficas o nível artístico que merecem, e a construtiva colaboração entre a Administração Pública e as pessoas relacionadas com as artes cinematográficas.

A Academia será independente de qualquer grupo corporativo, ideológico ou político.

## Membros da Academia
Além dos fundadores podem ser membros nomeados da Academia as pessoas que pertençam a uma ou a várias das Especialidades admitidas pelo Estatuto, com a máxima categoria profissional na mesma e que sejam aceites pelo Conselho Diretivo (arts. 4* e 5* do Estatuto). As Especialidades e cargos são:
- PRODUTORES: Produtor ou Produtor Executivo
- GUION: Roteirista
- DIRECÇÃO: Director
- INTERPRETAÇÃO: Actor ou Actriz
- FOTOGRAFIA: Director de Fotografia
- DIRECÇÃO ARTÍSTICA: Director Artístico, Escenógrafo, Vestuarista
- COMPAGINACIÓN E SOM: Compaginador, Sonidista
- MÚSICA Compositor
- ANIMAÇÃO E EFEITOS ESPECIAIS Animadores e desenhadores de efeitos especiais e digitais

da Academia em todos os campos.
Outras categorias de membros que são os de honra (art. 7), supernomeados (art. 8) e sócios (art. 9) todos os quais são designados pelo Conselho Diretivo, por maioria de duas terceiras partes.

## Órgãos de governo
Conforme seus estatutos o órgão supremo da Academia é a Assembleia Geral, integrada pelos membros nomeados, em tanto os membros de outras categorias só poderão participar com voz mas sem voto e sem poder ser eleitos para nenhum cargo (artigos 14 a 20).
Há também uma Comissão pela cada especialidade reconhecida nos artigos 4* e 5* dos estatutos, formada por seis membros eleitos na Assembleia Geral exclusivamente pelos membros nomeados dessa especialidade. Estas Comissões de Especialidade têm carácter consultivo (arts. 21 a 23).
A direção e administração está a cargo de um Conselho Direcivo composta por um Presidente e dois Vice-presidentes (1º e 2º respectivamente), Secretário, Tesoureiro e 6 (seis) vocais, eleitos todos pela Assembleia Geral, aos que agregar-se-ão como vocais vitalicios os Presidentes do Conselho uma vez finalizado seu mandato (arts. 24 a 39).
Prevê-se também uma Secretaria Técnica dependente diretamente do presidente do Conselho Diretivo, entre cujas funções se encontra a direção do pessoal administrativo da Academia. Elege-se também uma Comissão Fiscalizadora com funções de controle (arts. 40 a 44).

## Primeira Comissão Directiva
Os fundadores elegeram como primeira Comissão Diretiva a integrada por Norma Aleandro (presidente), Marcelo Piñeyro (vice-presidente primeiro), Cecilia Roth (vice-presidente segundo), Pablo Bossi (secretário), Pablo Rovito (tesoureiro) e os vocais Mercedes Alfonsín, Daniel Burman, Félix Monti, Luis Puenzo, Leio Sbaraglia e Pablo Trapero.

## Antecedentes
Esta Academia tem como antecedente à Academia de Artes e Ciências Cinematográficas da Argentina fundada o 22 de novembro de 1941, cujo primeiro Conselho Diretivo estava integrado pelo ator e diretor Mario Soffici (presidente) e o jornalista e roteirista Chas de Cruz e o empresário Carlos Connio Santini, dos Laboratórios Alex, como secretários. A Academia subsistiu entre sua fundação em 1941 e sua dissolução em 1955, e também outorgava prêmios à produção cinematográfica argentina, se chamando aqueles então Prêmios Condor Acadêmico.
Com o avanço do governo peronista no poder, a Academia foi adquirindo um matiz a cada vez mais politizado e teve quem acusaram que diretores da mesma recebiam favores do Estado em matéria de créditos e filme virgem (que escaseaba já desde a guerra), tal como por exemplo se sugere no filme "Ai, Juancito", de Héctor Olivera. O governo surgido do golpe de Estado de setembro de 1955 dispôs a dissolução dessa Academia.

## Otorgamento de prêmios e seleção de filmes
Uma das funções da Academia é a seleção dos filmes argentinos que competem pelos prêmios outorgados por outras Academias que o requeiram, como por exemplo o Óscar da Academia de Hollywood, o Prêmio Goya outorgado pela Academia das Artes e as Ciências Cinematográficas de Espanha e o Prêmio Ariel outorgado pela Academia Mexicana de Artes e Ciências Cinematográficas.
A Academia tem instituído o Prêmio Sul nas seguintes categorias:
- Melhor filme.
- Opera prima.
- Melhor direcção.
- Melhor actriz.
- Melhor actor.
- Melhor actriz de partilha.
- Melhor actor de partilha.
- Melhor actriz revelação.
- Melhor actor revelação.
- Melhor guion original.
- Melhor guion adaptado.
- Melhor fotografia.
- Melhor montagem.
- Melhor direcção artístca.
- Melhor desenho de vestuário.
- Melhor música original.
- Melhor som.
- Melhor filme estrangeiro.
- Melhor filme documentário.
- Melhor maquillaje e caracterização.

## Número de sócios
Na atualidade (janeiro de 2009) tem 290 membros. Os membros nomeados pertencem às seguintes especialidades:
- Produtores: 60
- Guion: 13
- Direção: 58
- Interpretação: 61
- Fotografia: 23
- Direção artística: 21
- Compaginação e som: 27
- Música: 12
- Animação e efeitos especiais: 6.

Há ademais 8 membros associados e 3 membros de honra (Mirtha Legrand, Amelia Bence e Manuel Pérez Estremera).

## Publicações
Desde abril de 2008 a Academia publica A República do Cinema.

## Relações externas
- Lugar oficial